# Aspilota smithi
Aspilota smithi är en stekelart som beskrevs av Fischer 1969. Aspilota smithi ingår i släktet Aspilota och familjen bracksteklar. Inga underarter finns listade.